# Achaearanea diamantina
Achaearanea diamantina är en spindelart som beskrevs av Claude Lévi 1963. Achaearanea diamantina ingår i släktet Achaearanea och familjen klotspindlar. Inga underarter finns listade i Catalogue of Life.